# Real Academia Catalana de Bellas Artes de San Jorge

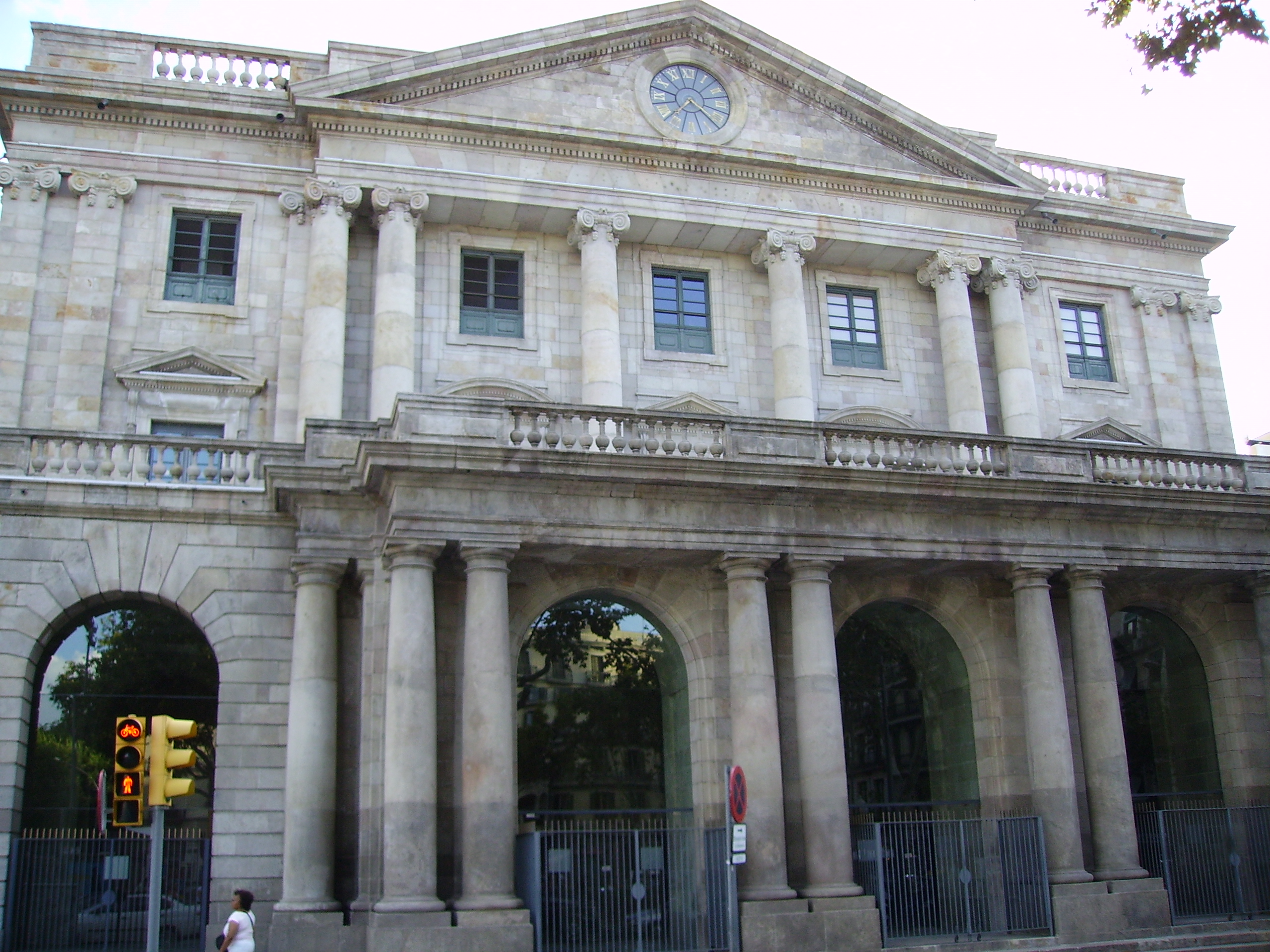
Fachada de la Lonja de Barcelona, donde tiene su sede la Real Academia Catalana de Bellas Artes de San Jorge.

La Real Academia Catalana de Bellas Artes de San Jorge (en catalán: Reial Acadèmia Catalana de Belles Arts de Sant Jordi) es una institución cultural, sin ánimo de lucro, establecida en la ciudad española de Barcelona desde 1850.

## Historia

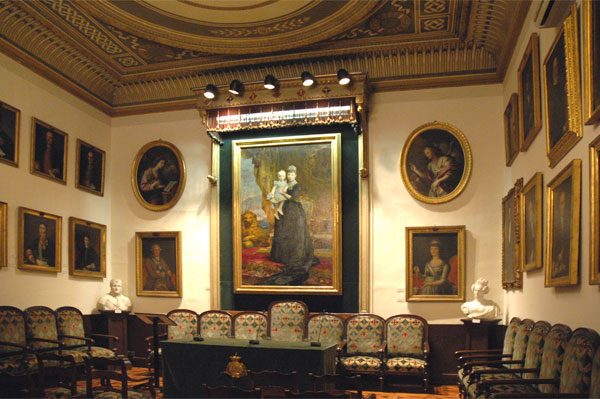
Salón de actos de la Academia, en el segundo piso del edificio de la Lonja de Barcelona.

Tiene su origen en el Real decreto de Isabel II de 31 de octubre de 1849 por el cual se crearon las Academias Provinciales de Bellas Artes, como órganos consultivos del Estado, con las funciones de velar por el patrimonio, fomentar el estudio de las Bellas Artes y, fundamentalmente, dirigir la enseñanza artística existente en las diferentes provincias. Por lo tanto, desde aquel momento la institución se encargó de la dirección de la Escuela de Bellas Artes, que existía en Barcelona desde que la Junta de Comercio de la ciudad la creara en 1775 con el nombre inicial de Escuela Gratuita de Diseño. La Academia compartió con la Escuela su sede en la planta alta del histórico edificio de la Lonja de Barcelona de Barcelona.
Tras un periodo de interregismo entre la Academia y la Universidad, en 1900 se hizo efectiva la desvinculación definitiva de la Escuela con la Academia, planteada ya por un Real decreto de 8 de julio de 1892.
En 1928 la Academia pasó a denominarse Real Academia de Bellas Artes de San Jorge y, posteriormente, en 1930, Real Academia Catalana de Bellas Artes de San Jorge, al abandonar su carácter provincial y convertirse en una institución de ámbito catalán. En 1989 pasó a denominarse Reial Acadèmia Catalana de Belles Arts de Sant Jordi.
Mientras que la Escuela Superior de Bellas Artes (la actual Facultad de Bellas Artes de la Universidad de Barcelona) marchó definitivamente de la Lonja en 1940, y la Escuela de Artes y Oficios Artísticos (actualmente Escuela de Artes y Oficios de Barcelona) lo haría prácticamente treinta años después, la Real Academia todavía hoy mantiene su sede en el segundo piso del edificio.
Las funciones actuales de la institución son, fundamentalmente, practicar y potenciar la investigación de las bellas artes en Cataluña; colaborar en el cumplimiento de la legislación vigente en materia de apreciación, defensa, conservación y restauración de monumentos, conjuntos artísticos y bienes de interés cultural; organizar cursos, conferencias, exposiciones, concursos, conciertos, etc., y publicar trabajos que contribuyan al estudio y divulgación de las bellas artes; mantener relaciones de tipo consultivo con los organismos de la administración pública y otras instituciones; y conservar, estudiar, ampliar, difundir y poner a disposición de los estudiosos su rico patrimonio artístico, bibliográfico y archivístico.

## Museo y fondos documentales

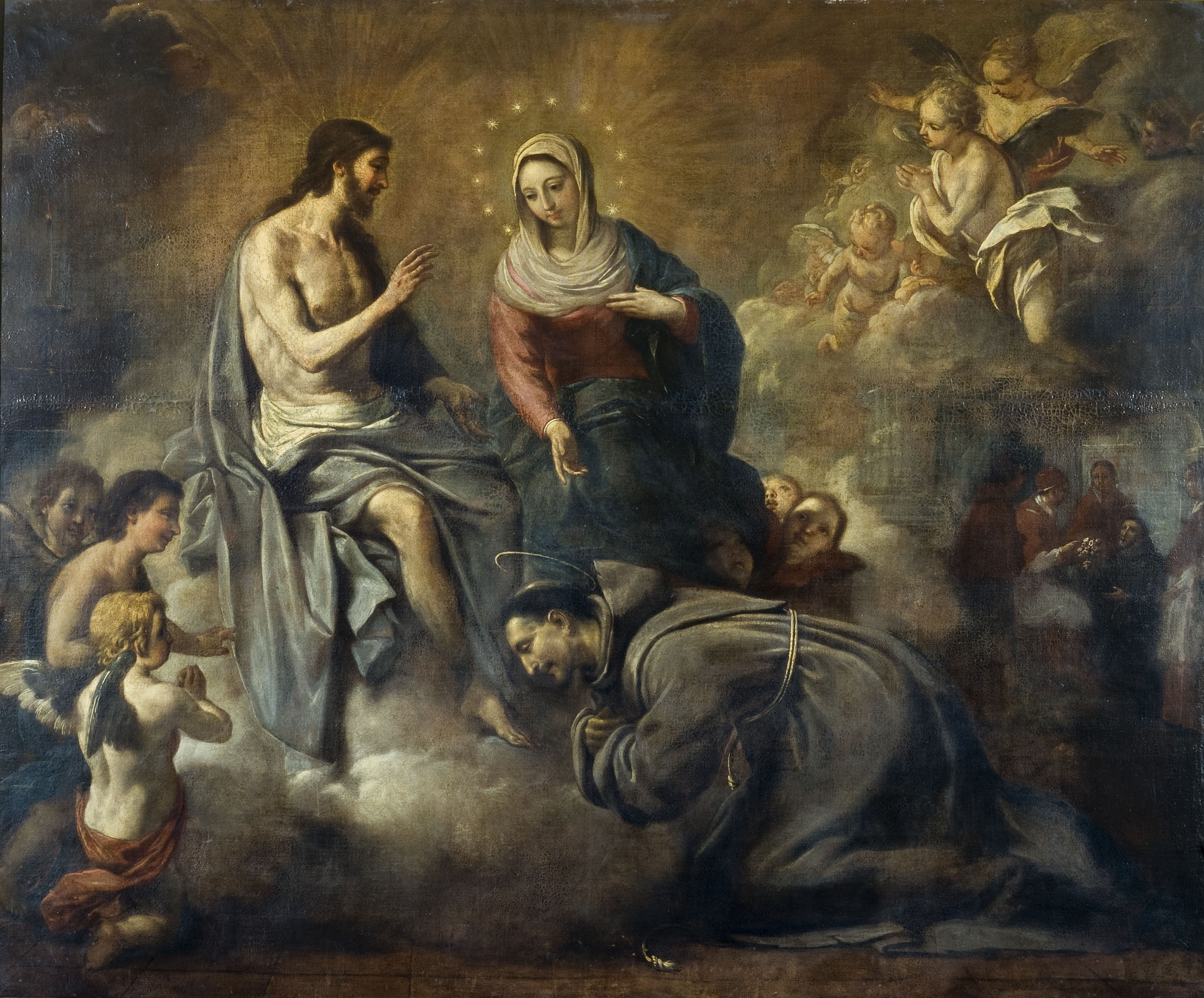
Jesús concede a san Francisco la indulgencia de la Porciúncula, de Antonio Viladomat (en depósito en el Museo Nacional de Arte de Cataluña).

Aparte de las tareas docentes que desarrollaba, desde su formación (1775) la Escuela intervino activamente en la vida cultural del país. En época napoleónica abrió al público su colección artística, enriquecida con incorporaciones recientes, convirtiéndose en el primer museo de arte de Cataluña. Con motivo de la quema de conventos de 1835 los profesores de la Escuela salvaron muchas pinturas que fueron incorporadas a su colección; posteriormente ésta se enriqueció con numerosas donaciones y con compras. A partir de 1850, fecha de su creación, fue la Academia Provincial de Bellas Artes de Barcelona la que se encargaría tanto de la Escuela como de su colección artística y documental, continuando la labor museística iniciada 75 años atrás. En la actualidad la institución, desligada ya de la enseñanza, tiene como una de sus principales funciones la conservación y difusión de su fondo artístico, conformado por más de setecientas pinturas y numerosas esculturas, dibujos y grabados. Diversas de sus piezas más destacadas están en depósito en el Museo Nacional de Arte de Cataluña y en otros museos e instituciones, aunque la mayor parte de la colección se encuentra en la sede de la entidad, en el edificio de la Lonja de Barcelona.
Entre los artistas representados en el Museo hay pintores como Annibale Carracci, Orazio De Ferrari, Francisco Pacheco, Juan Ribalta, Pierre Mignard, Placido Costanzi, Antonio Viladomat, Pere Crusells, Francisco Preciado de la Vega, Mariano Salvador Maella, José Ferrer, Salvador Molet, Pere-Pau Muntanya, Vicente López Portaña, Joseph Flaugier, Ramon Planella, Salvador Mayol, Vicent Rodes, José Arrau Barba, Pelegrín Clavé, Federico de Madrazo, Antonio María Esquivel, Claudio Lorenzale, José Mirabent Gatell, Joaquín Espalter y Rull, Mariano Fortuny, Luis Rigalt, Ramón Martí Alsina, Benet Mercadé, Francisco Miralles, Antonio Caba, Simó Gómez, Auguste Henault Bassols, Félix Mestres, Rafael Durancamps, Montserrat Gudiol o Modest Cuixart; escultores como Damià Campeny, David Dosrius, Antonio Solá, Manuel Vilar, Frederic Marès o Josep Maria Subirachs.
La Academia tiene una importante biblioteca y su archivo reúne diversos fondos documentales: el de la Academia (de 1850 hasta la actualidad), el de la Escuela de Bellas Artes (1775/1850-1921), el de la Comisión Provincial de Monumentos (1844-1883), y el de la Comisión Valoradora de Objetos de Arte a Exportar (1922-1936). También dispone de un archivo fotográfico.
Ha realizado diversas publicaciones, especialmente catálogos y estudios sobre sus fondos, así como discursos de los académicos y un boletín que actúa como una publicación periódica erudita.

Galería: pintura
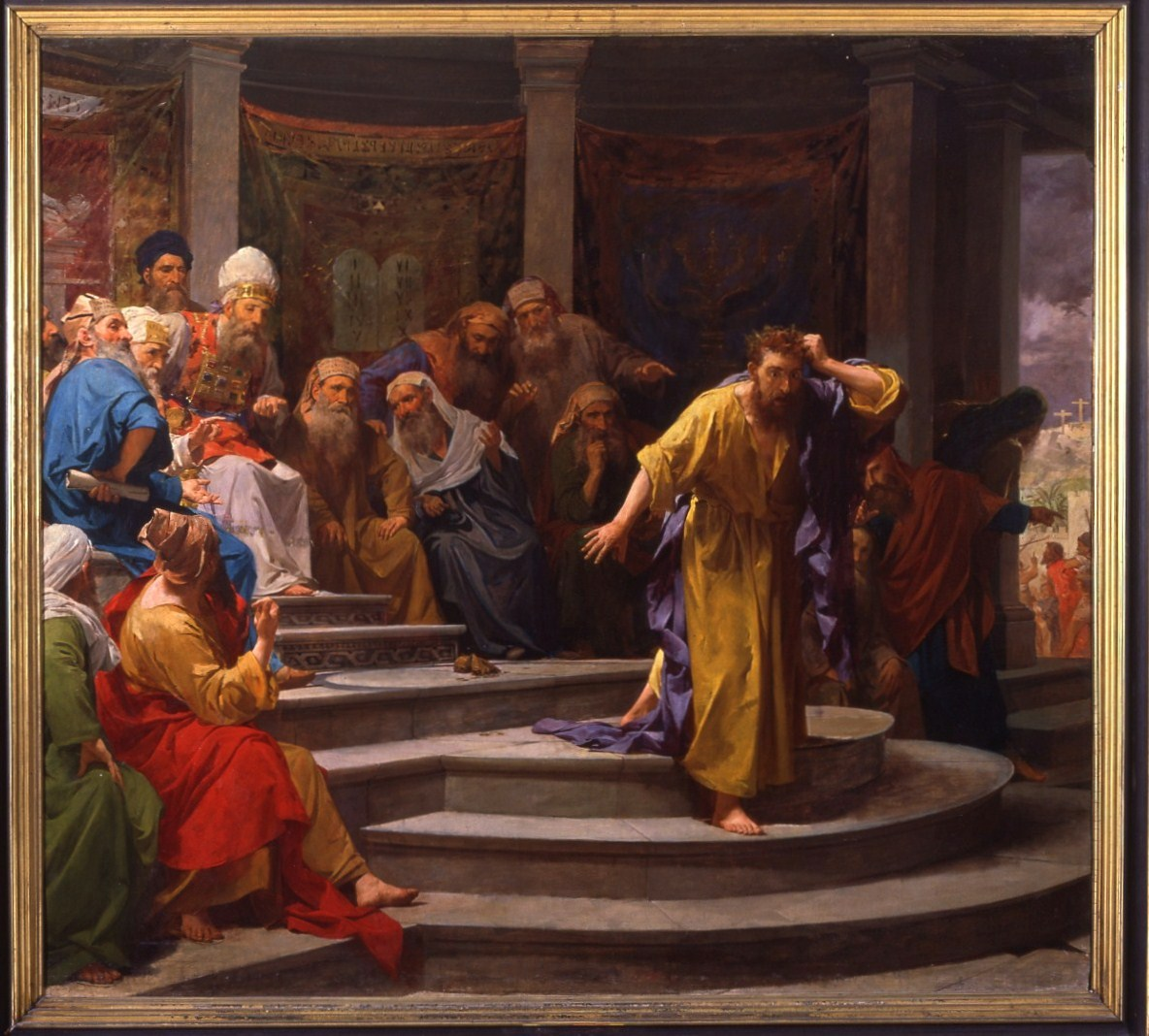
Arrepentimiento de Judas (1874), de Antonio Caba.
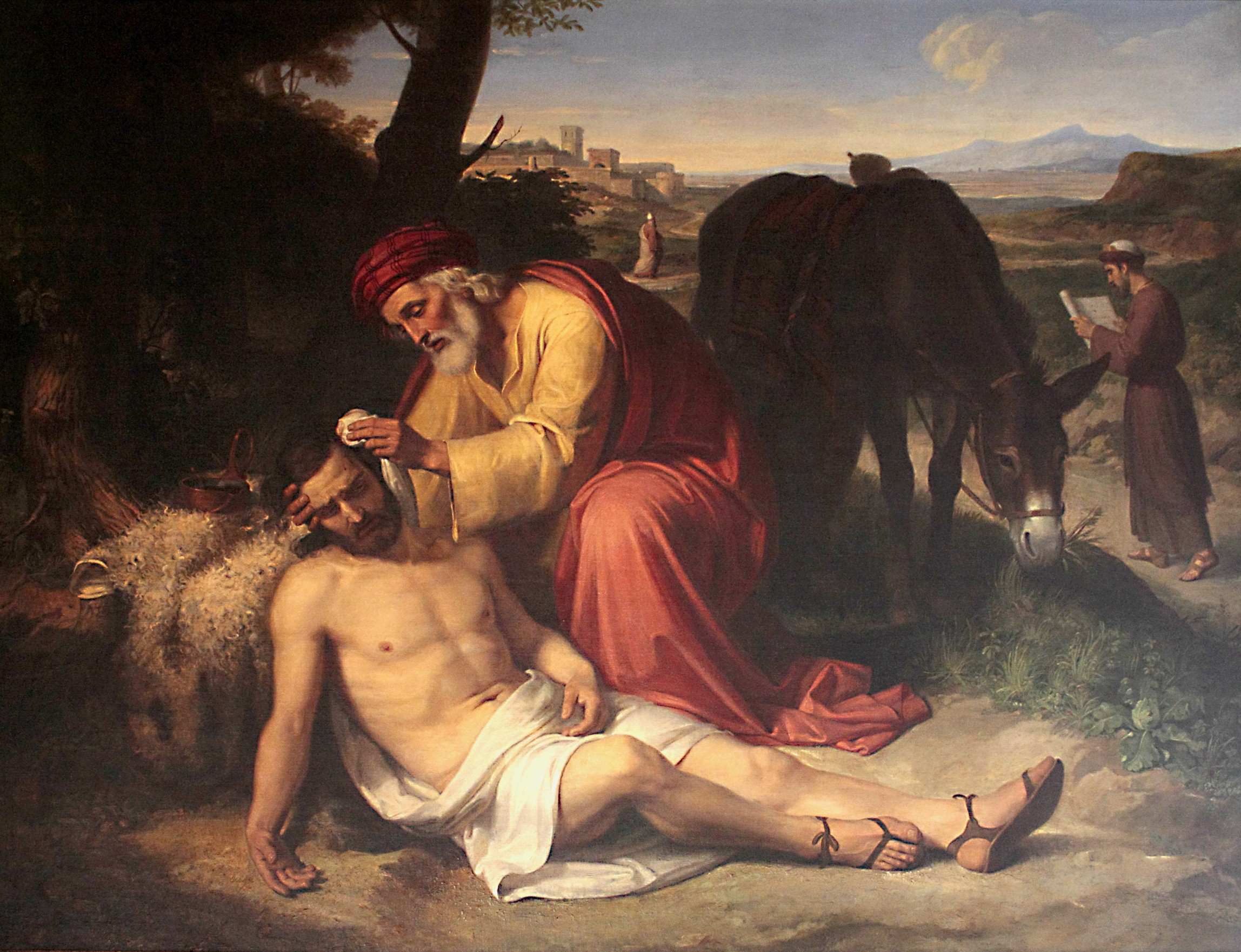
El buen samaritano (1838), de Pelegrín Clavé.
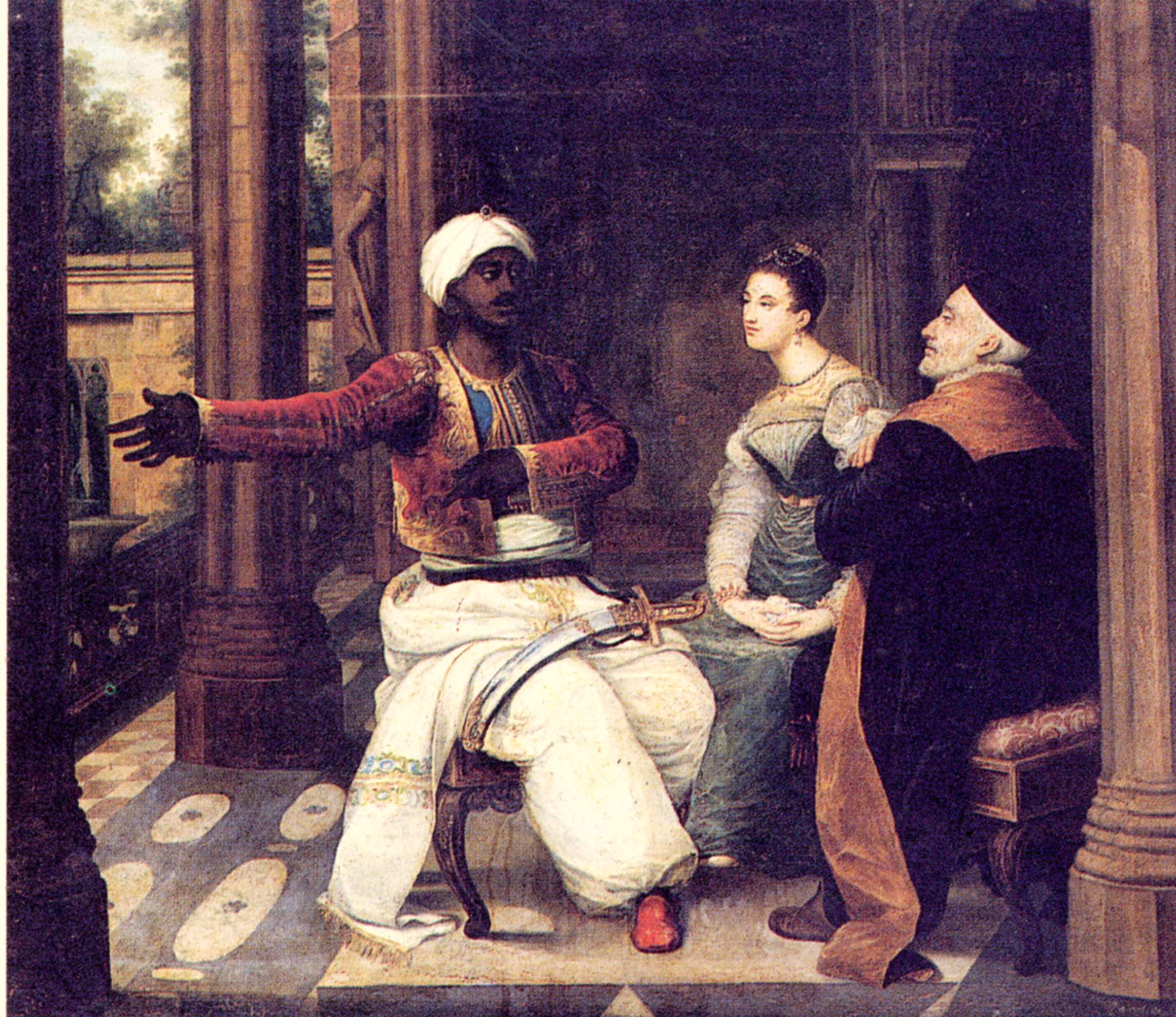
Otelo presentándose al dux de Venecia y a su hija (1837), de Antonio Ferrán.
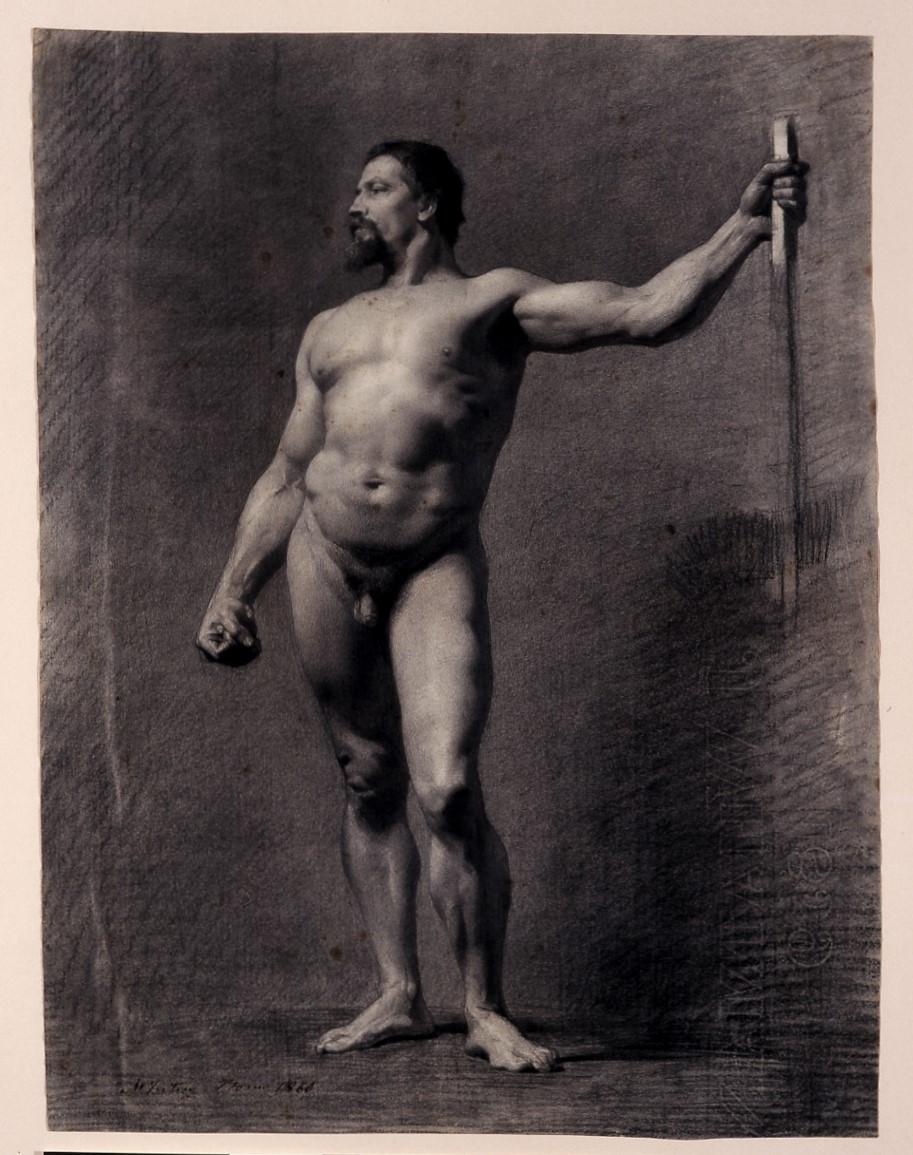
Desnudo masculino con lanza (1860), de Mariano Fortuny.
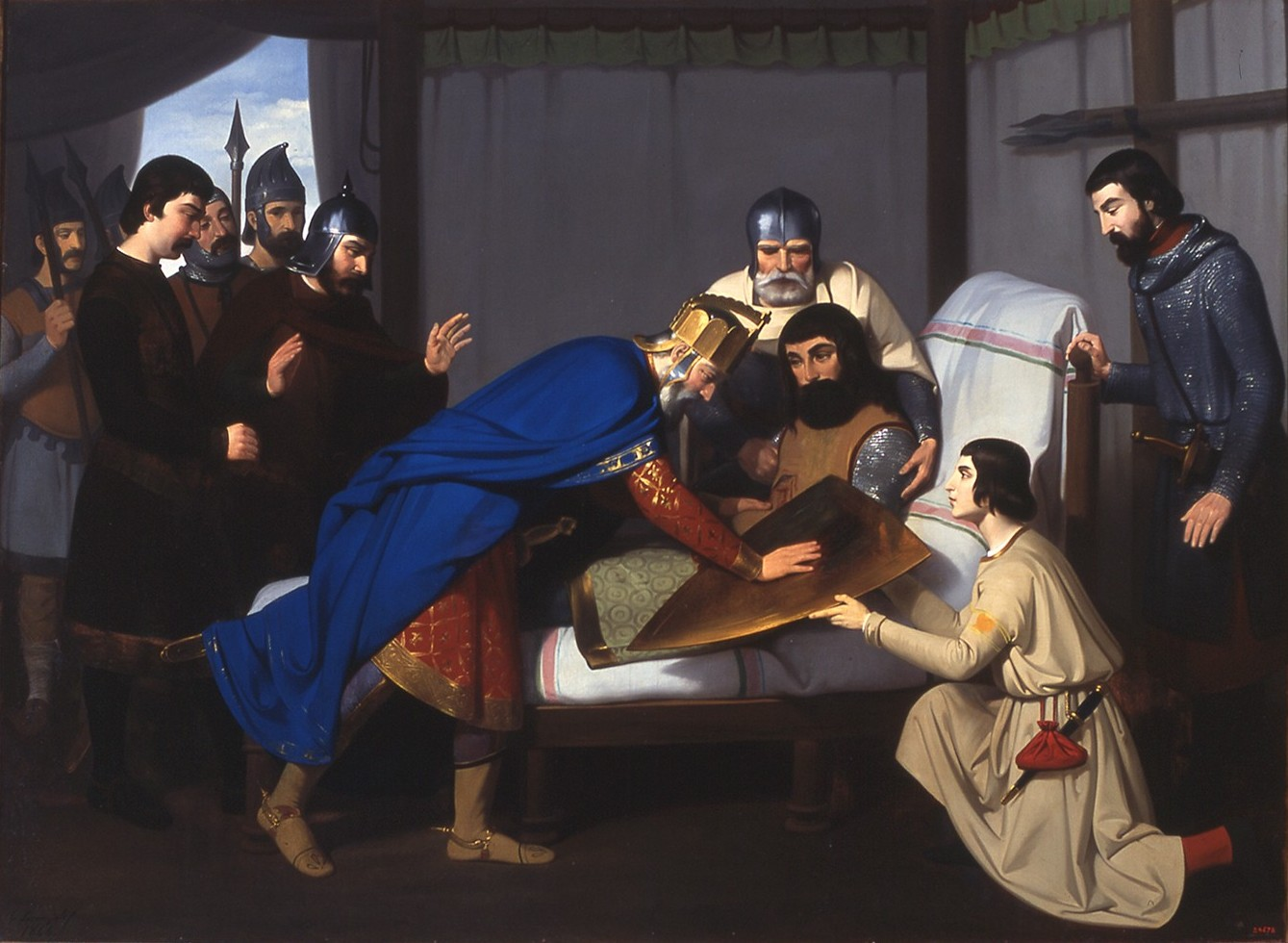
Origen del escudo del condado de Barcelona (1843-1844), de Claudio Lorenzale.
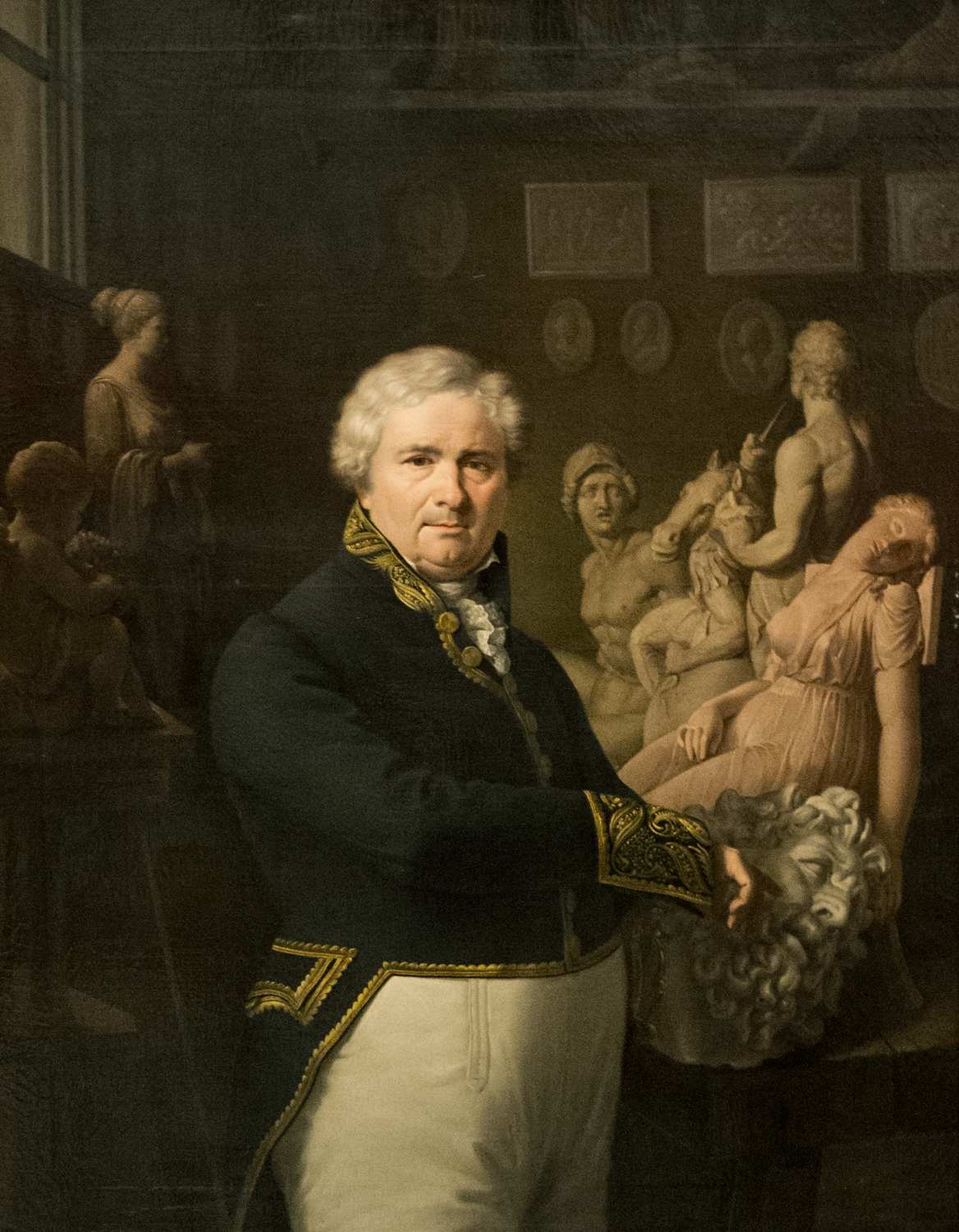
Retrato de Damià Campeny (1838), de Vicente Rodés.
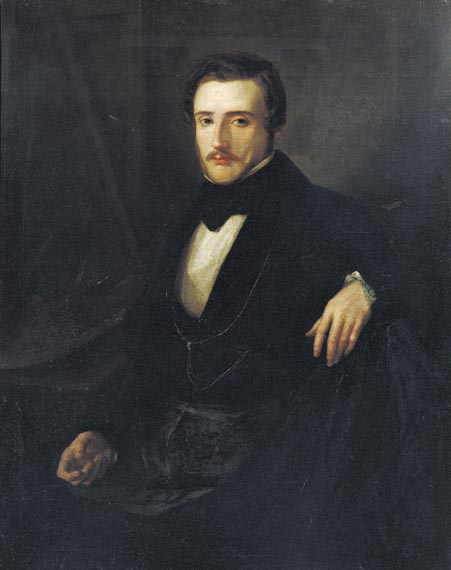
Retrato de Luis Rigalt (1840), de Ramón Vives y Aimer.

Galería: escultura
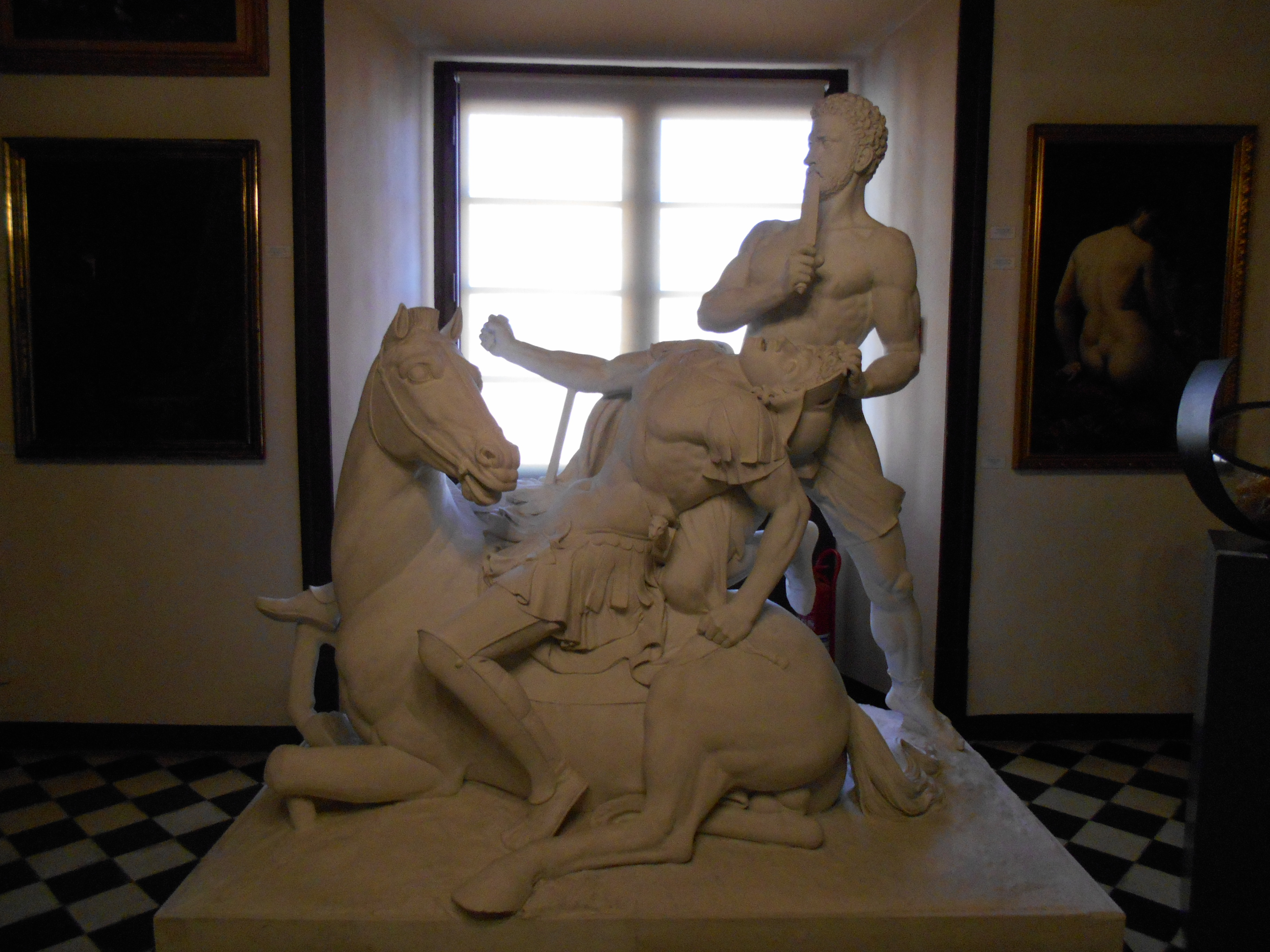
Almogáver matando un caballero francés (1836), de Damià Campeny.
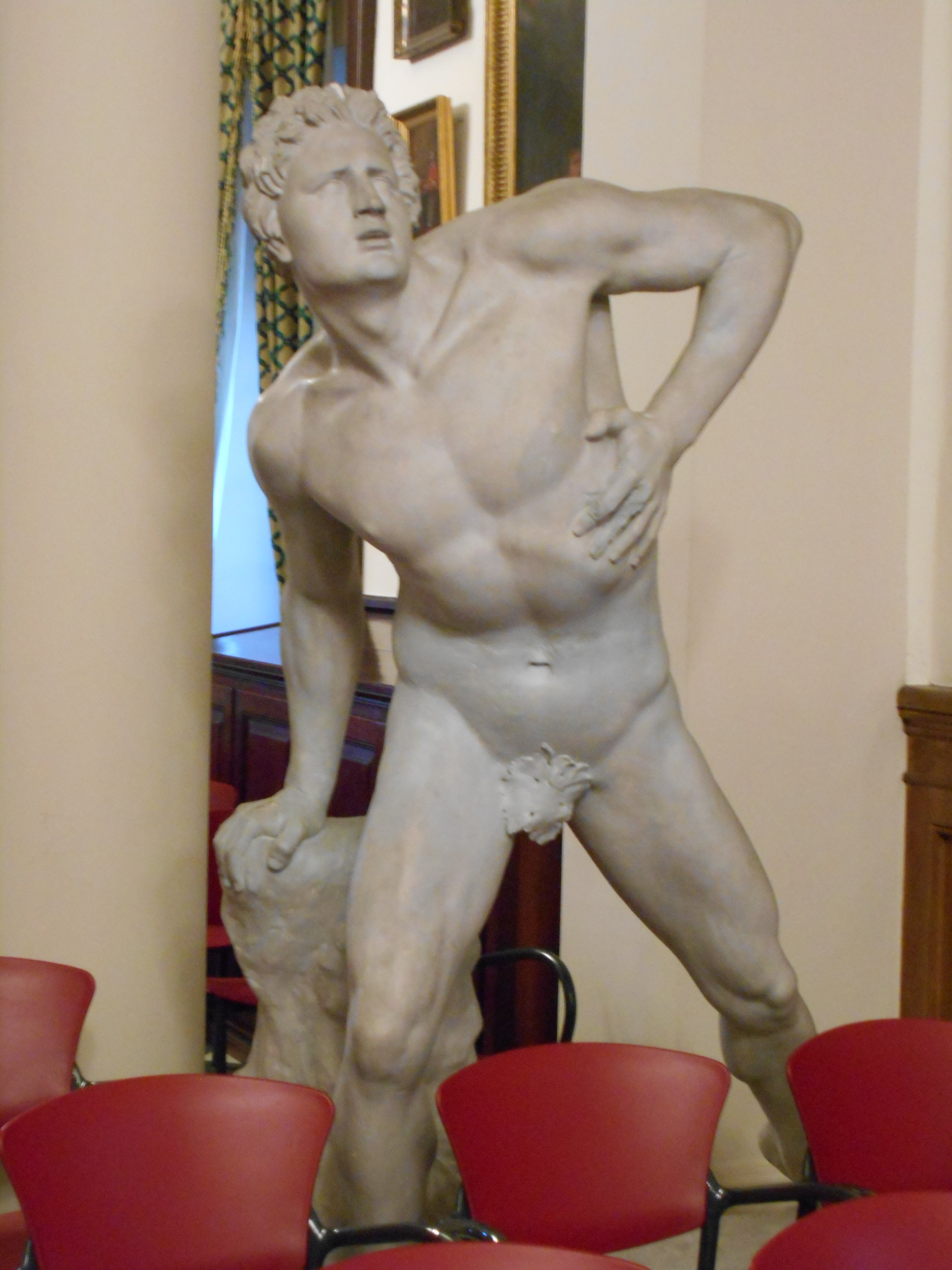
Gladiador herido (1825), de Josep Bover.
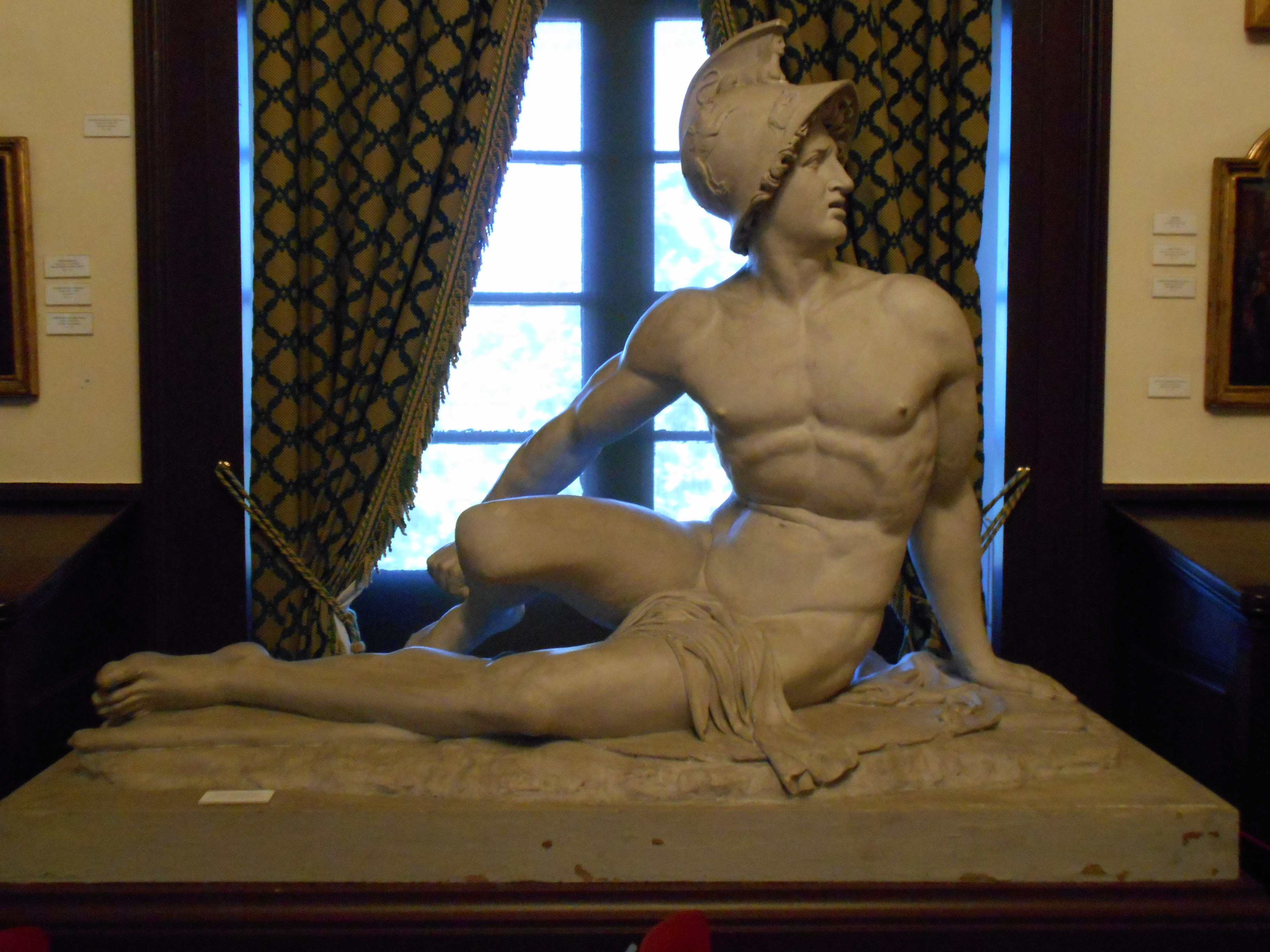
Aquiles arrancándose una flecha (1837), de Damià Campeny.
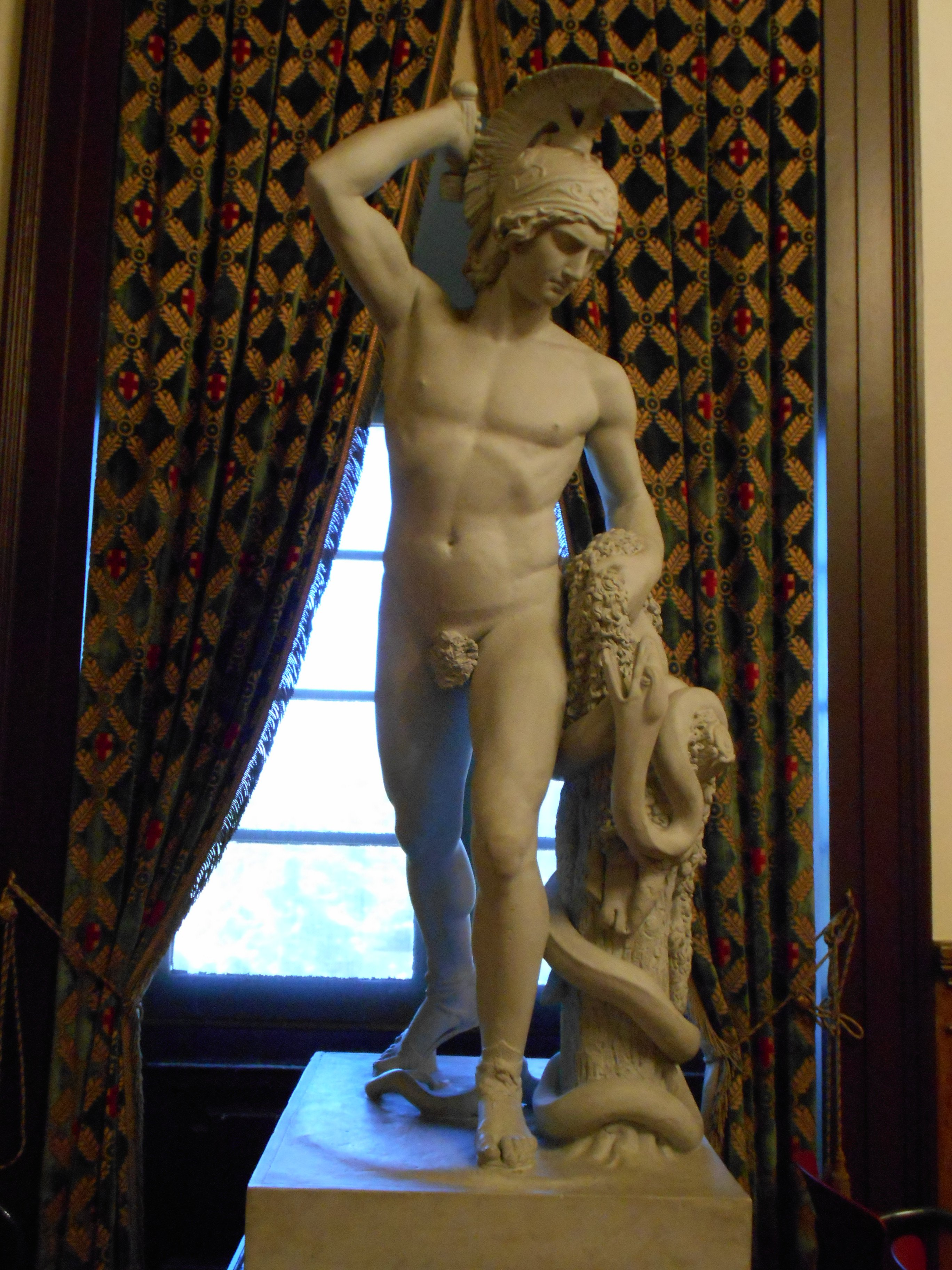
Jasón robando el vellocino de oro (1836), de Manuel Vilar.
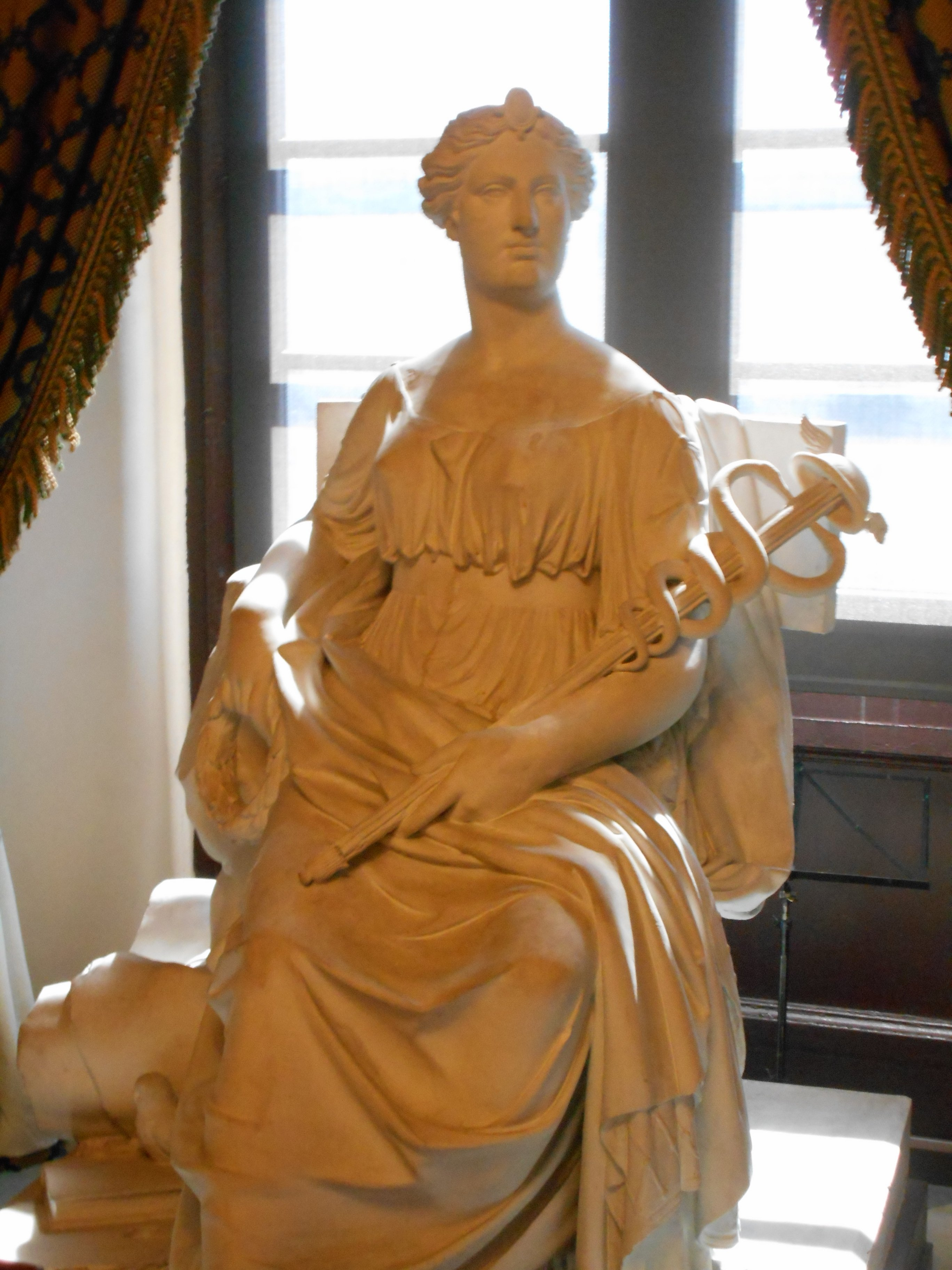
Junta de Comercio (1838-47), de Josep Bover.
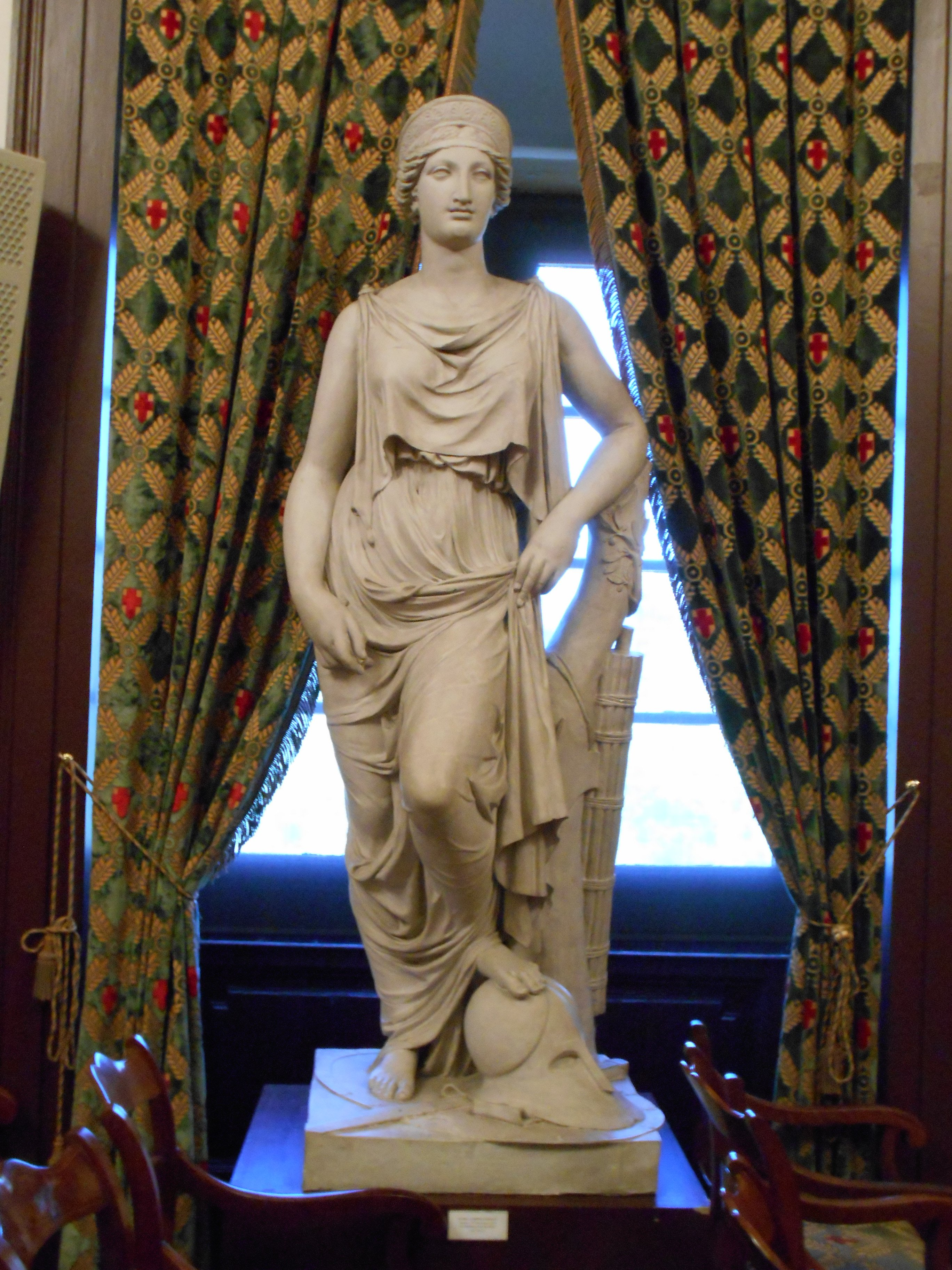
Clemencia o Paz (1827), de Damià Campeny.
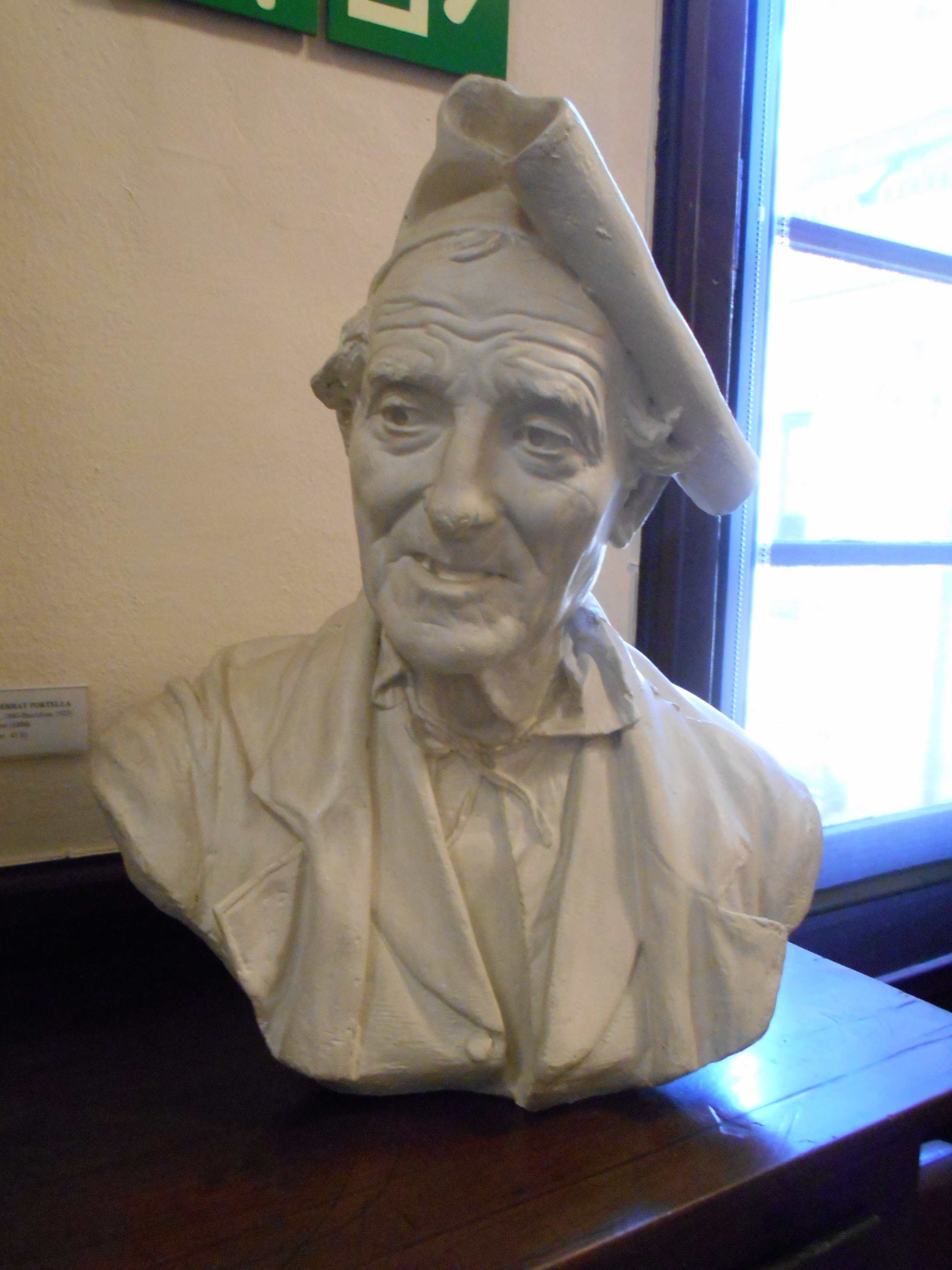
El abuelo (1884), de Josep Montserrat.

## Académicos
La Real Academia cuenta con académicos de número, de honor, correspondientes y supernumerarios. Los miembros de número ingresan en una de les secciones existentes -arquitectura, escultura, pintura, artes suntuarias y visuales y música-, pueden ser investigadores o artistas, y tienen voz y voto. Los supernumerarios son los que por edad o imposibilidad no pueden participar en les tareas de la institución y los correspondientes, los que representan a la Academia en poblaciones alejadas de su sede.
La sección de Música ampara el Institut de Musicologia Josep Ricart i Matas, vinculado a la Universidad Autónoma de Barcelona, que tiene biblioteca propia y hace publicaciones aparte de las comunes de la Academia.
Entre los académicos numerarios históricos hay nombres muy representativos como Damià Campeny, Luis Rigalt, Claudio Lorenzale, Manuel Milá y Fontanals, Elías Rogent, Ramón Martí Alsina, Josep Oriol Mestres, José Torras y Bages, Antonio Rubió y Lluch, Eusebio Güell, Lluís Domènech i Montaner, Modesto Urgell, Bonaventura Bassegoda i Amigó, Raimon Casellas, Enric Sagnier i Villavecchia, Joan y Josep Llimona, Lluís Masriera, Apeles Mestres, Dionisio Baixeras, Lluís Plandiura, Eusebio Arnau, Josep Puig i Cadafalch, Manuel Hugué, Joaquín Mir, Xavier Nogués, Joaquim Sunyer, Enric Casanovas, Josep Clarà, Joan Rebull, Frederic Mompou, Frederic Marès, Eduard Toldrà, Joaquim Renart, Joaquín Folch y Torres, Agustín Durán Sanpere, Joan Ainaud de Lasarte, Rafael Benet, José Gudiol Ricart, José Antonio Coderch, Pere Pruna, Josep Roca-Sastre, Xavier Busquets, Xavier Montsalvatge, Rafael Santos Torroella, Joaquim Homs, Joan-Josep Tharrats o Lluis M. Saumells Panadés.

## Publicaciones de la Academia (selección)
- Catálogo de Publicaciones Archivado el 27 de agosto de 2016 en Wayback Machine.
- Butlletí de la Reial Acadèmia Catalana de Belles Arts de Sant Jordi, vols I-XXV.
- Juan Bassegoda, La Exposición la colección Fortuny de la Real Academia de Bellas Artes de San Jorge, Real Academia de Bellas Artes de San Jorge (Reial Acadèmia Catalana de Belles Arts de San Jordi), Barcelona, 1975. Archivado el 27 de agosto de 2016 en Wayback Machine.
- Victoria Durá, Catàleg del Museu de la Reial Acadèmia Catalana de Belles Arts de Sant Jordi (III-Dibuixos de Lluís Rigalt), Reial Acadèmia Catalana de Belles Arts de Sant Jordi, Barcelona, 2002. Archivado el 27 de agosto de 2016 en Wayback Machine.
- Francesc Fontbona i Victoria Durá, Catàleg del Museu de la Reial Acadèmia Catalana de Belles Arts de Sant Jordi (I-Pintura), Reial Acadèmia Catalana de Belles Arts de Sant Jordi, Barcelona, 1999. Archivado el 27 de agosto de 2016 en Wayback Machine.
- Salvador Moreno Manzano, La Escultura en la Casa Lonja de Barcelona. Neoclasicismo y Romanticismo académico, Real Academia de Bellas Artes de San Jorge (Reial Acadèmia Catalana de Belles Arts de San Jordi), Barcelona, 1983. Archivado el 27 de agosto de 2016 en Wayback Machine.
- Antoni Ollé Pinell, Dibujos de Luis Rigalt, 1814-1894. Catálogo de los que posee la Academia, Real Academia de Bellas Artes de San Jorge (Reial Acadèmia Catalana de Belles Arts de San Jordi), Barcelona, 1956. Archivado el 27 de agosto de 2016 en Wayback Machine.
- Pilar Vélez, Catàleg del Museu de la Llotja. Reial Acadèmia Catalana de Belles Arts de Sant Jordi (II-Escultura i Medalles), Reial Acadèmia Catalana de Belles Arts de Sant Jordi, Barcelona, 2001. Archivado el 27 de agosto de 2016 en Wayback Machine.
- Pilar Vélez (Coord.), Dos segles de disseny a Catalunya (1775-1975), Reial Acadèmia Catalana de Belles Arts de Sant Jordi, Barcelona, 2004. Archivado el 27 de agosto de 2016 en Wayback Machine.